# Ciao ciao (Rettore)
Ciao ciao è un brano della cantante italiana Rettore, pubblicato il 10 maggio 2013.

## Descrizione
Ciao ciao è una cover del brano Downtown di Petula Clark del 1965, con testo reinterpretato in lingua italiana. La cantante ha presentato il brano attraverso la seguente dichiarazione:
Il 12 luglio 2013 il brano è stato ripubblicato come maxi singolo digitale comprendente tre versioni remix dance curate da Gennaro De Stefano e Giampaolo De Cesare.

## Video musicale
Il videoclip del brano, diretto da Luca Tartaglia e girato presso la spiaggia di Maccarese, è stato pubblicato sul canale YouTube dell'etichetta discografica NAR International il 1º luglio 2013.

## Tracce
Download digitale
1. Ciao ciao – 3:12

Download digitale - Remix
Musiche di Gennaro De Stefano e Giampaolo De Cesare.
1. Ciao ciao – 3:12
2. Ciao ciao (J-Art Radio Edit) – 2:41
3. Ciao ciao (J-Art Pop Version) – 3:06
4. Ciao ciao (J-Art Extended Mix) – 3:51